# Micronovă
O micronovă este un tip de explozie termonucleară pe suprafața unei pitice albe cu aproximativ o milionime din puterea unei nove. A fost descrisă pentru prima dată în aprilie 2022.
Un astfel de fenomen a fost detectat pentru prima dată cu ajutorul "Very Large Telescope".